# Black Stallion
Black Stallion (The Black Stallion) è un film del 1979 diretto da Carroll Ballard. Il film è tratto dal libro del 1941 scritto da Walter Farley intitolato The Black Stallion e ispirato alle gesta di Man o' War, cavallo di razza purosangue inglese, campione negli Stati Uniti agli inizi del XX secolo. Il libro è il primo di una saga composta da 21 volumi tra i quali una biografia dedicata proprio al grande campione scritta nel 1962.
Molte delle scene principali in esterni della prima parte sono girate in Sardegna nei mesi di settembre e ottobre 1977: a nord nella spiaggia di Li Cossi (Costa Paradiso) e a sud-ovest, alle Dune di Piscinas, nel comune di Arbus.

## Trama
Alec è un bambino che sta viaggiando con il padre su una nave al largo della costa del Nord Africa. Sull'imbarcazione c'è anche uno stallone arabo nero e selvaggio, trattenuto da corde molto corte alla cavezza. Alec, affascinato dall'animale, si avvicina spesso e furtivamente gli dà delle zollette di zucchero. Viene ammonito violentemente in arabo dal proprietario del cavallo che non vuole che nessuno si avvicini. Tornato nella sua cabina, il padre di Alec gli regala un coltello da tasca e una piccola statuetta in ferro di Bucefalo lo stallone di Alessandro Magno, raccontandogli la sua storia. Verso notte, l'imbarcazione subisce un'avaria e comincia a colare a picco.
Il ragazzo viene sbalzato dalla sua cuccetta e si rende conto che anche il cavallo è in pericolo. Decide quindi liberarlo tagliando con il coltello le corde che lo costringevano legato. Lo stallone si getta in mare e il ragazzo lo segue, sbalzato dalle onde. Alec riesce a raggiungere l'animale e con le poche forze si aggrappa alle corde che sono ancora attaccate alla sua cavezza. Il giorno dopo, il ragazzo si sveglia su una spiaggia deserta e mentre cerca di capire dove si trova, viene attaccato da un cobra. Prima che riesca a reagire lo stallone imbizzarrito calpesta l'animale uccidendolo e scappando subito dopo. Con pazienza, Alec riesce ad avvicinare l'animale portandogli delle alghe da mangiare e facendogli capire che non deve temerlo.
Passano alcune settimane in cui i due cominciano a cavalcare sulla spiaggia e a dormire vicini. Una mattina si avvicinano alla spiaggia un gruppo di pescatori che vedendo il bambino decidono di portarlo in salvo. Alec non vuole abbandonare lo stallone e i pescatori lo trascinano di forza, dato che il cavallo si imbizzarisce nel vederli. Mentre la barca si allontana, il cavallo si getta in acqua e li segue convincendo gli uomini a portarlo con loro. Alec viene restituito alla madre che decide di tenersi anche il cavallo dato che ha salvato la vita di suo figlio. Dopo qualche giorno, lo stallone aggredisce degli uomini entrati nel giardino e scappa per la strada allontanandosi. Alec lo segue e passa l'intera notte fuori casa, senza trovarlo.
Addormentatosi vicino al porto, viene avvicinato da un uomo su una carrozza che gli dice di aver visto un cavallo dirigersi fuori città e Alec segue le indicazioni. Arrivato in prossimità di un granaio sente Black nitrire e si avvicina, trovandolo imprigionato in una stalla. Mentre sta per liberarlo, si avvicina Henry, il proprietario della stalla che gli intima di lasciarlo stare. Lo stallone reagisce violentemente verso di lui e, vedendo che il ragazzo riesce a calmarlo, si rende conto che non è un bugiardo e che l'animale gli appartiene. Gli propone quindi di poterlo tenere nella sua scuderia. Alec va spesso a trovare Black e un giorno per sbaglio, si imbatte in una stanza segreta in cui vede che Henry ha riposto diversi premi di ippica. Decide quindi di chiedergli se secondo lui il suo cavallo sarebbe in grado di gareggiare e l'uomo gli dice che la cosa è impossibile dato che Black non ha pedigree e non si sa da dove arriva.
Per curiosità però, Henry decide di provarlo in pista una notte usando Alec come fantino. I due riescono a stabilire un tempo record ed Henry decide allora di tentare. Per convincere la commissione ad ammetterli decide di accattivarsi l'opinione del più grande cronista ippico, Jim Neville facendogli assistere ad una corsa notturna in solitaria durante un acquazzone. Il ragazzo e il cavallo stupiscono il cronista che il giorno dopo lancia una sfida al campione della costa orientale Cyclon istigando il proprietario a farlo gareggiare contro il "cavallo misterioso". Il proprietario di Cyclon accetta e Alec e Black vengono iscritti alla corsa denominata il duello del secolo in cui Black ha dei problemi alle gabbie e viene ferito ad una zampa dal calcio di un altro cavallo. Alec si accorge della ferita e partiti con notevole ritardo rispetto agli altri, i due recuperano e vincono la corsa distanziando gli altri di due lunghezze.

## Riferimenti storici
- Durante il film il personaggio interpretato da Mickey Rooney racconta ad Alec le gesta di George Woolf un fantino soprannominato "l'uomo di ghiaccio" che tra il 1932 e il 1945 divenne uno dei campioni più rinomati nei circuiti ippici.
- Il nome del cronista del film Jim Neville è un riferimento al vero cronista Neville Dunn, editore sportivo del Lexington Herald che nel 1937 fece la radiocronaca di una gara ippica in cui War Admiral (figlio di Man o' War)[4] vinse una gara distanziando gli avversari di sei lunghezze.
- La corsa del cavallo del film denominata "il duello del secolo" è un riferimento ad una vera competizione avvenuta il 1º novembre 1938 al Pimlico Race Course di Baltimora, Maryland (USA) tra War Admiral e Seabiscuit, evento sportivo seguito da 40 milioni di ascoltatori radio.[5]

## I cavalli del film
Lo stallone che interpreta il ruolo di Black è un campione di razza araba di nome Cass Ole trovato dai produttori del film Tom Sternberg e Fred Roos in una scuderia del Texas. Il cavallo era stato allevato come animale da show e quindi abituato ad eseguire le acrobazie richieste dalla sceneggiatura. Lo stallone è stato un campione nazionale di morfologia in più di 50 concorsi tra il 1975 e il 1976. Cass Ole partecipò anche al seguito del film intitolato Il ritorno di Black Stallion del 1983. Per le acrobazie più pericolose venne utilizzato un altro stallone arabo di nome Fae Jur. I cavalli sono stati preparati per la pellicola in un ranch nella primavera del 1977 e l'allenamento è durato undici settimane.

## Riconoscimenti
- 1980 - Premio Oscar
  - Miglior montaggio sonoro (Oscar Speciale) a Alan Splet
  - Nomination Miglior attore non protagonista a Mickey Rooney
  - Nomination Miglior montaggio a Robert Dalva
- 1980 - Golden Globe
  - Nomination Miglior colonna sonora a Carmine Coppola

- 1981 - Premio BAFTA
  - Nomination Migliore fotografia a Caleb Deschanel
- 1979 - Los Angeles Film Critics Association Award
  - Migliore fotografia a Caleb Deschanel
  - Miglior colonna sonora a Carmine Coppola

Nel 2002 è stato scelto per la conservazione nel National Film Registry della Biblioteca del Congresso degli Stati Uniti.

## Sequel, serie televisiva e prequel
Nel 1983 venne realizzato un sequel del film intitolato Il ritorno di Black Stallion diretto da Robert Dalva e prodotto da Francis Ford Coppola e nel 1990 venne realizzata una serie televisiva di tre stagioni intitolata Le avventure di Black Stallion che vedeva sempre protagonista Mickey Rooney nel ruolo di Henry Dailey. Nel 2003 è invece la volta del prequel, Young Black Stallion.